# Columbanus van Gent
Columbanus van Gent (Ierland, ? – Gent, 15 februari 959) was als abt Ierland ontvlucht voor de Noormannen en vestigde zich met zijn gezellen in Gent. Op 2 februari 957 werd hij  kluizenaar op het kerkhof van de (toenmalige) kerk van de heilige Bavo. Hij kreeg daar vele volgelingen.
In Frankrijk staat hij bekend onder de naam Saint-Colomban. Zijn feestdag is op 2 februari.

## Trivia
- De heilige Columbanus († 959) wordt genoemd in Our Sunday Visitor's Encyclopedia of Saints en in "Biographical Index of the Middle Ages" (Walter de Gruyter, 2008).
- Sint-Columbanus van Gent moet niet verward worden met de Ierse abt Columbanus († 615), de heilige die bekend is van de regel van Columbanus.
- Columbanus van Gent moet evenmin verward worden met Columba van Iona, (521-597), de heiligverklaarde missionaris bij de Picten in Schotland.